# Lycisca nebulipennis
Lycisca nebulipennis är en stekelart som beskrevs av Embrik Strand 1911. Lycisca nebulipennis ingår i släktet Lycisca och familjen puppglanssteklar.
Artens utbredningsområde är:
- Bolivia.
- Peru.

Inga underarter finns listade i Catalogue of Life.